# John J. Carney
John J. Carney (25 de agosto de 1940 - 24 de febrero de 1995) fue un actor británico.
Trabajó en televisión, incluyendo: Dixon of Dock Green, UFO, Z Cars, Doctor Who (en el serial The Time Warrior), The Sweeney, Black's 7 y Shoestring.
Sus apariciones en películas incluyen: A Clockwork Orange, Burke & Hare, y The Shooting Party. 
Murió de cáncer, a los 54 años.